# Fátima Gebauer Hernández
Fátima Gebauer Hernández és doctora en biologia molecular per la Universitat Autònoma de Madrid, divulgadora científica i investigadora especialitzada en els mecanismes de regulació de la traducció de l'ARNm i el càncer.
Després de doctorar-se, l'any 1990, Gebauer va realitzar postdoctorats als EUA i Alemanya i el 2000 va obtenir una plaça de científica a l'European Molecular Biology Laboratory (EMBL) de Heydelberg i, el 2002, una posició independent al Centre de Regulació Genòmica (CRG) de Barcelona, on és cap de grup, coordinadora del programa de postgrau, presidenta del grup de formació i membre del consell de directors de l'Escola de Doctorat de la UPF. Fátima Gebauer és, a més, membre de l'Organització Europea de Biologia Molecular (EMBO).
El grup que lidera la doctora Gebauer estudia la regulació de la traducció d’ARNm durant el desenvolupament embrionari i l'homeòstasi cel·lular, amb l'objectiu de comprendre els mecanismes moleculars del control translacional que exerceixen les proteïnes d’unió a l’ARN (RBP), les funcions més àmplies dels reguladors de la traducció en altres passos de l'expressió gènica i com les alteracions de la RBP contribueixen a la progressió del càncer. La finalitat d'aquestes investigacions és disposar de nous biomarcadors responsables de la propagació dels tumors i dissenyar nous tractaments per a les etapes més avançades del càncer.
L'any 2018, la investigació de Fátima Gebauer sobre la identificació de noves molècules per combatre la metàstasi, va ser un dels 75 projectes guanyadors dels premis d'investigació atorgats per La Fundació Bancària La Caixa.